# Desatero

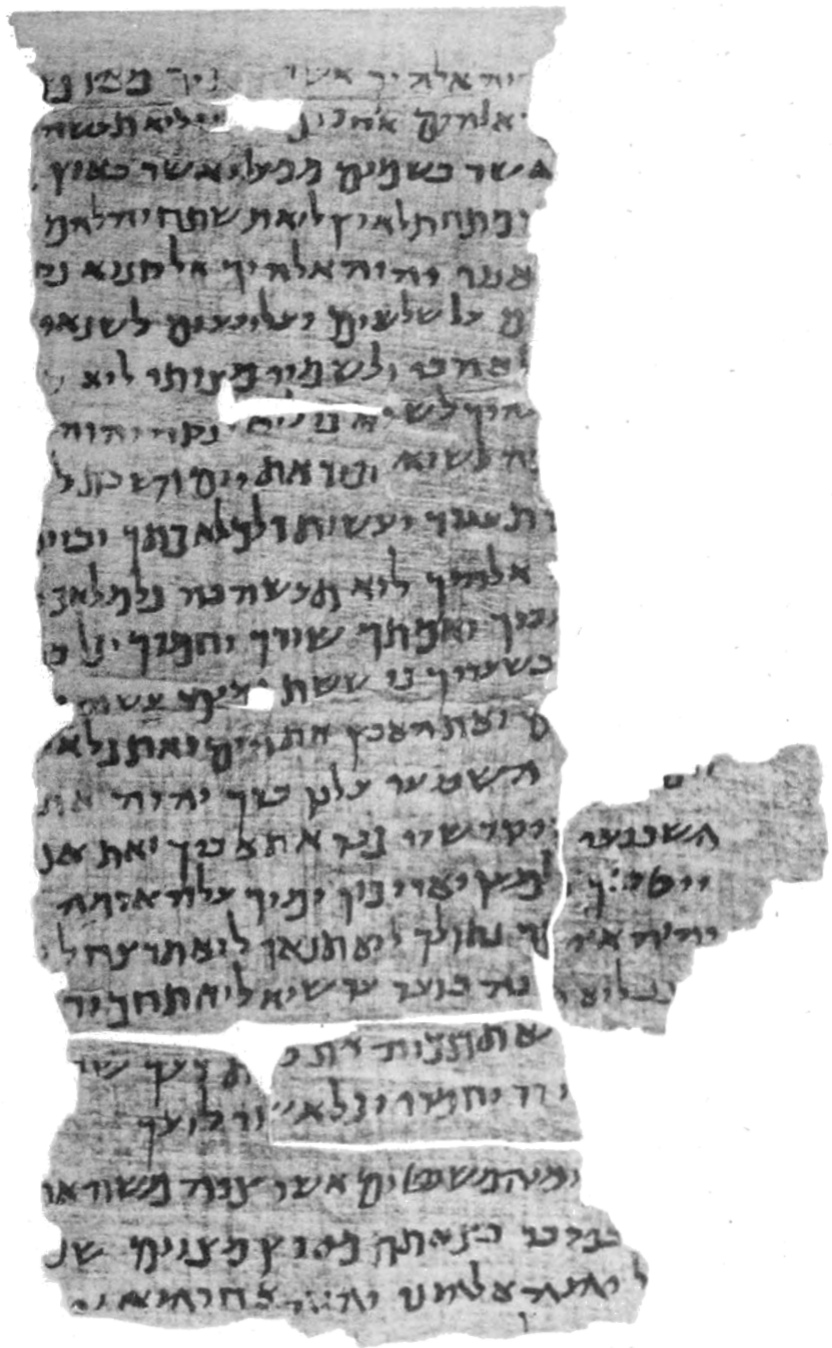
Rukopis s Desaterem z 2. století, tzv. Nashův papyrus

Desatero, Desatero přikázání, Desatero Božích přikázání či dekalog (z řeckého δέκα deka deset + λόγος logos slovo, hebrejsky עשרת הדיברות‎ Deset slov) považují židé a křesťané za příkazy (přikázání), které Bůh dal lidem jako směrnici pro způsob života. Podle Starého zákona předal Bůh dvě desky s přikázáními na hoře Sinaj do rukou Mojžíšových. Přikázání jsou v Bibli vyjmenována dvakrát; poprvé v knize Exodus, podruhé v knize Deuteronomium. V Novém zákoně není Desatero nikde výslovně zmíněno, ale najdeme v něm neúplné výčty přikázání i jejich parafráze.

## Význam Desatera

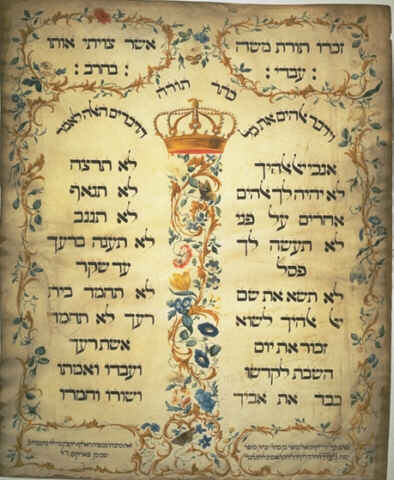
Pergamen (612x502 mm) z r. 1768 od Jekuti'ela Sofera zpodobňující Desatero z r. 1675 v amsterdamské synagoze Esnoga

Pro etiku v židovství a křesťanství má Desatero přikázání zásadní význam. V křesťanství se význam Desatera pro spásu člověka podle Ježíše naplnil – výslednou úlohu přebralo dvojí přikázání lásky k Bohu a k bližnímu. V tomto dvojím příkazu však vidí naplnění Mojžíšova zákona (Tóry) i židovství.
Desatero je považováno za „katechetický souhrn morálky“, bylo recitováno v jeruzalémském chrámě, zbožní Židé je recitují denně při ranní modlitbě. Zatímco pro Židy se jeho platnost omezuje na národ vyvedený z egyptského otroctví, v křesťanské katechezi je mu připisována platnost univerzální.
Desatero bylo a je v západní kultuře využíváno pro posilování společenských mravů, neboť 4. (resp. 5.) až 10. přikázání Desatera vymezuje základní mezilidské vztahy (tzv. 2. deska Zákona).

## Členění a číslování
Jednotlivá přikázání Desatera se podle jednotlivých tradic číslují odlišně. Židovská tradice (Ž) chápe sebepředstavení Boha jako samostatné první přikázání. Číslování (A) pravoslavných a reformovaných církví ponechává první dvě přikázání (tzn. příkaz monoteismu a zákaz zobrazování Boha) rozdělené. Číslování (B) běžné v katolické církvi a lutherských církvích tyto dvě sloučilo a rozděluje naopak poslední přikázání. Toto číslování zachovává sled knihy Exodus.
Oba výčty v Exodu a Deuteronomiu se liší především základem příkazu sobotního odpočinku – Exodus jej považuje za připomínku sedmého dne stvoření, Deuteronomium za připomínku vyjití Izraelitů z egyptského otroctví.
Letniční hnutí, evangelikální hnutí a svobodné církve obvykle přejímají znění Desatera doslovně, kdežto ostatní křesťanské církve obvykle využívají kratšího textu navazujícího zejména na sv. Augustina. Ten si ve svém spise Questiones in Exodum kladl nad Desaterem pět otázek, přičemž jeho odpovědi zásadně ovlivnily výklad textu v západním křesťanství. Augustin prosazoval ze symbolických důvodů dělení 3+7. Přikázání „nezabiješ“ vykládal úzce jako zákaz nespravedlivého zabití. Naopak přikázání „nezcizoložíš“ a „nepromluvíš křivé svědectví“ chápal široce jako zákaz jakéhokoliv smilstva, respektive lži. Zákaz bažení pak vysvětloval jako vnitřní hřích. Pozitivní formulace prvního přikázání „V jednoho Boha věřiti budeš“ pochází až z konce 16. století. Poprvé ji použil Petr Kanisius v německé verzi svého Malého katechismu. Do češtiny se dostala v roce 1778 při překladu vídeňského Velkého katechismu. Tuto variantu proto používají jen německy a česky mluvící katolíci.
| Ž   | A   | B   | Text v Exodu | Text v Deuteronomiu | Katechetická formule                                                      |
| 1.  | 1.  | 1.  | Já jsem Hospodin, tvůj Bůh; já jsem tě vyvedl z egyptské země, z domu otroctví. | Já jsem Hospodin, tvůj Bůh; já jsem tě vyvedl z egyptské země, z domu otroctví. | V jednoho Boha věřiti budeš.                                              |
| 2.  | 1.  | 1.  | Nebudeš mít jiného boha mimo mne. | Nebudeš mít jiného boha mimo mne. | Nebudeš mít jiné bohy mimo mne.                                           |
| 2.  | 2.  | 1.  | Nezobrazíš si Boha zpodobením ničeho, co je nahoře na nebi, dole na zemi nebo ve vodách pod zemí. Nebudeš se ničemu takovému klanět ani tomu sloužit. Já jsem Hospodin, tvůj Bůh, Bůh žárlivě milující. Stíhám vinu otců na synech do třetího i čtvrtého pokolení těch, kteří mě nenávidí, ale prokazuji milosrdenství tisícům pokolení těch, kteří mě milují a má přikázání zachovávají.                                                                             | Nezobrazíš si Boha zpodobením ničeho, co je nahoře na nebi, dole na zemi nebo ve vodách pod zemí. Nebudeš se ničemu takovému klanět ani tomu sloužit. Já jsem Hospodin, tvůj Bůh, Bůh žárlivě milující. Stíhám vinu otců na synech do třetího i čtvrtého pokolení těch, kteří mě nenávidí, ale prokazuji milosrdenství tisícům pokolení těch, kteří mě milují a má přikázání zachovávají.  |                                                                           |
| 3.  | 3.  | 2.  | Nezneužiješ jména Hospodina, svého Boha. Hospodin nenechá bez trestu toho, kdo by jeho jméno zneužíval. | Nezneužiješ jména Hospodina, svého Boha. Hospodin nenechá bez trestu toho, kdo by jeho jméno zneužíval. | Nevezmeš jména Božího nadarmo.                                            |
| 4.  | 4.  | 3.  | Pamatuj na den odpočinku, aby ti byl svatý. Šest dní budeš pracovat a dělat všechnu svou práci, ale sedmý den je dnem odpočinku, zasvěceným Hospodinu, tvému Bohu. Nebudeš dělat žádnou práci – ty, tvůj syn ani tvá dcera, tvůj otrok ani tvá děvečka, tvé dobytče ani přistěhovalec ve tvých branách. V šesti dnech totiž Hospodin učinil nebe i zemi, moře a všechno, co je v nich, ale sedmého dne odpočinul. Proto Hospodin požehnal sobotní den a posvětil jej. | Dbej na den odpočinku, aby ti byl svatý, jak ti přikázal Hospodin, tvůj Bůh. Šest dní budeš pracovat... ani tvůj host, který žije v tvých branách, aby odpočinul tvůj otrok a tvá otrokyně tak jako ty. Pamatuj, že jsi byl otrokem v egyptské zemi a že tě Hospodin, tvůj Bůh, odtud vyvedl pevnou rukou a vztaženou paží. Proto ti přikázal Hospodin, tvůj Bůh, dodržovat den odpočinku. | Pomni, abys den sváteční světil.                                          |
| 5.  | 5.  | 4.  | Cti svého otce a svou matku, abys byl dlouho živ na zemi, kterou ti dává Hospodin, tvůj Bůh. | Cti svého otce i matku, jak ti přikázal Hospodin, tvůj Bůh, abys dlouho byl živ a dobře se ti vedlo na zemi, kterou ti dává Hospodin, tvůj Bůh. | Cti otce svého i matku svou, abys dlouho živ byl a dobře ti bylo na zemi. |
| 6.  | 6.  | 5.  | Nezabiješ. | Nezabiješ. | Nezabiješ.                                                                |
| 7.  | 7.  | 6.  | Nesesmilníš. (dosl. Nezcizoložíš) | Nesesmilníš. (dosl. Nezcizoložíš) | Nesesmilníš. (dosl. Nezcizoložíš)                                         |
| 8.  | 8.  | 7.  | Nepokradeš. | Nepokradeš. | Nepokradeš.                                                               |
| 9.  | 9.  | 8.  | Nevydáš proti svému bližnímu křivé svědectví. | Nevydáš proti svému bližnímu křivé svědectví. | Nepromluvíš křivého svědectví proti bližnímu svému.                       |
| 10. | 10. | 9.  | Nebudeš dychtit po domě svého bližního. | Nebudeš dychtit po ženě svého bližního. Nebudeš toužit po domě svého bližního ani po jeho poli ani po jeho otroku ani po jeho otrokyni ani po jeho býku ani po jeho oslu, vůbec po ničem, co patří tvému bližnímu. | Nepožádáš manželky bližního svého.                                        |
| 10. | 10. | 10. | Nebudeš dychtit po ženě svého bližního ani po jeho otroku nebo po jeho otrokyni ani po jeho býku ani po jeho oslu, vůbec po ničem, co patří tvému bližnímu. | Nebudeš dychtit po ženě svého bližního. Nebudeš toužit po domě svého bližního ani po jeho poli ani po jeho otroku ani po jeho otrokyni ani po jeho býku ani po jeho oslu, vůbec po ničem, co patří tvému bližnímu. | Aniž požádáš statku jeho.                                                 |

(Biblické varianty podle českého ekumenického překladu, katechetické formule podle katolického jednotného Kancionálu.)
Podle zmínky o „dvou deskách Zákona“ se vžilo dělit v katechezi Desatero na první a druhou desku: 1. = vztah k Bohu; 2. = vztah k lidem. Křesťanská tradice ovšem začíná 2. desku příkazem úcty k rodičům, Židé jej řadí ještě k 1., neboť vztah rodičů a dětí je považován za náboženskou záležitost – Bůh je třetím partnerem při plození dítěte[zdroj?].
Vědecká analýza Desatera někdy považuje přikázání o víře v jediného Boha za součást 1. židovského přikázání („Já jsem Hospodin, tvůj Bůh …“); přikázání o nezobrazování Boha za samostatný článek (jako v evangelické tradici) (Filon Alexandrijský, H. Gese).

## Původ Desatera
Tradiční výklad předpokládá, že Zákon v dnešním stavu, včetně Desatera, přijal Mojžíš na Sinaji. Toho se drží jak ortodoxní Židé, Talmud, tak i fundamentalističtí křesťané.

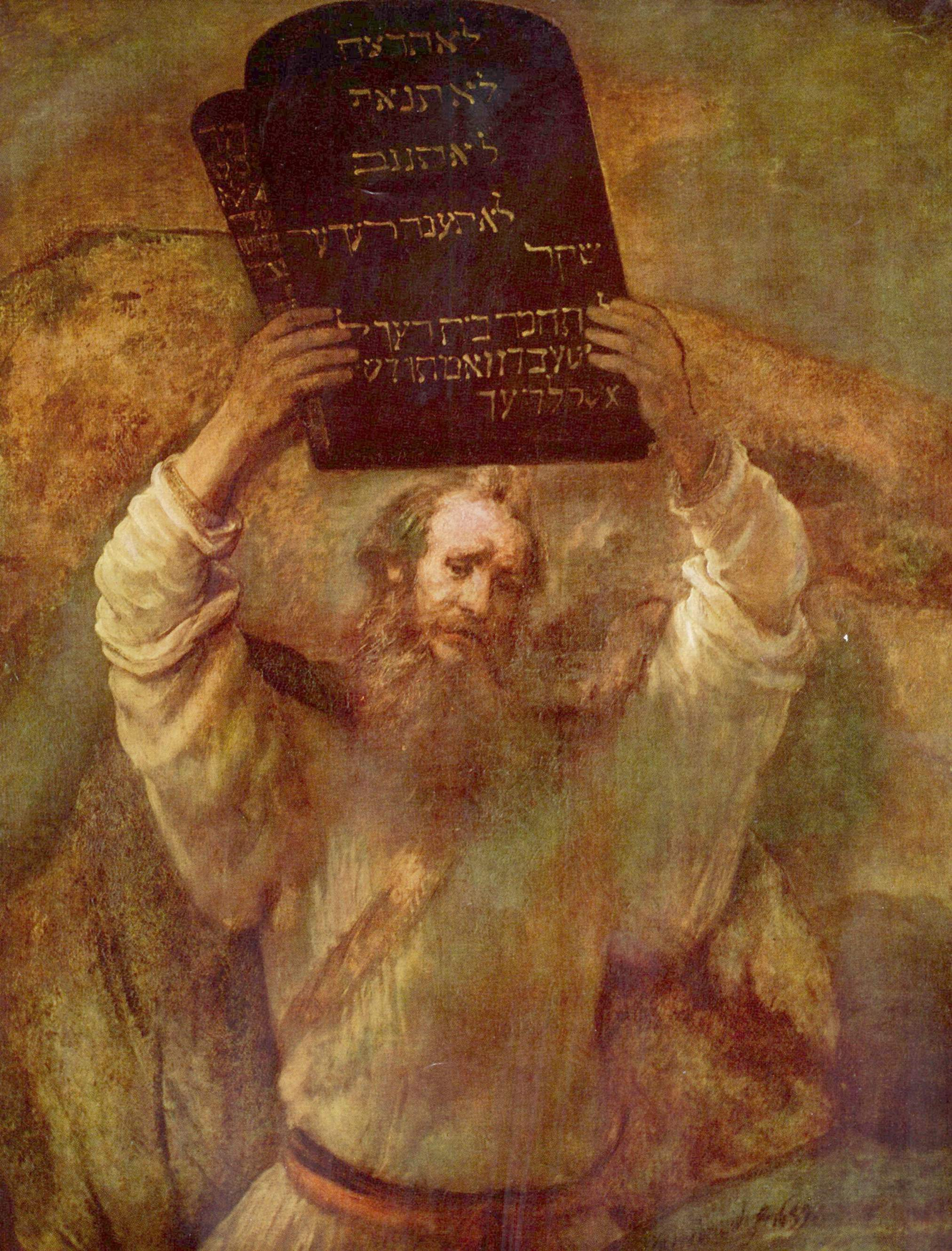
Rembrandt van Rijn, Mojžíš s deskami Zákona

Biblická kritika naproti tomu rozlišuje v Bibli různé časové a tradiční vrstvy, což připouští postupné a mozaikovité vznikání Bible, včetně Desatera. U něj se předpokládá velmi stručná podoba u všech přikázání, jako u „Nezabiješ, nesesmilníš, nepokradeš“ (G. v. Rad). V pozdějších komentářích a výkladech se obě verze liší, bývají tudíž považovány za pozdější dodatky. F. L. Hoßfeld a W. Johnstone jsou toho názoru, že celé Desatero vzniklo až v babylonském zajetí či po něm (asi 6. stol. př. n. l.). Pravděpodobný může být vliv Egyptské knihy mrtvých, v jejíž 125. kapitole, týkající se soudu mrtvých, můžeme najít v mnoha jiných bodech několik podobných těm z Desatera. Egyptská kniha mrtvých je přitom nepochybně starší než samotná Bible.
Podle H. Greßmanna a E. Jenniho pochází jádro už z Mojžíšovy doby (14.–13. stol.). Podle L. Perlitta z konce 7. stol. J. Wellhausen jej datuje 8. stol. atd. Vodítkem je především předpoklad, že osloveným je muž, svobodný rolník, ženatý, otec dětí, syn starých rodičů, majitel statku a otroků – sociální status, k němuž se (kočovní) Židé vypracovali až v pozdějších dobách. V důrazech na sobotu je zase spatřován vliv náboženského života v době chrámů a po babylonském zajetí. V důrazu na jedinost Boží a v zákazu zobrazování Boha je pak spatřována polemika proti babylonskému pohanství, které mohlo být pro exulanty svůdné.
Vedle etického desatera najdeme ještě „soudní desatero“ v Ex 23,1-3.6-9, „rituální desatero“ v Ex 34,14-26 a „sexuální desatero“ v Lv 18,4-23.

## Původní jazyk Desatera
Původní jazyk, kterým bylo Desatero vytesáno do kamenných desek, není jednoznačně znám. Podle teologa O. Havelky bylo původní Desatero vytesáno (Mojžíšem, respektive Hospodinem) do kamene ve střední (klasické) egyptštině. Psaná hebrejština v době exodu Hebrejů ještě neexistovala. Některou formu protokenaanského jazyka Hebrejové mohli znát, ovšem pravděpodobně v egyptském otroctví nemohli pěstovat literární umění. Možné je podle Havelky také protosinajské písmo, které mohlo být známé v místech, kde Hebrejové pracovali na výrobě cihel pro nová egyptská města. Některé znaky protosinajského písma byly převzaty z hieroglyfů a písmo je snad předchůdcem písma fénického. Existuje rovněž hypotéza jednoduchých piktogramů. Podle Bible psal Bůh v dějinách spásy pouze dvakrát: ve Starém zákoně do kamene, v Novém zákoně do písku. Volba písma v případě Desatera má proto mimořádný význam.

## Srovnatelná etická pravidla
Ve všech abrahámovských náboženstvích mají zásadní význam první dvě resp. tři přikázání. Kladou totiž jako ústřední bod víry jednoho Boha, s nímž Abrahám uzavřel smlouvu. Pro neabrahámovská náboženství nemají proto tato dvě (resp. tři) přikázání význam. Podobně je tomu i s příkazem svátečního odpočinku. Ostatní přikázání však kladou základ mezilidských vztahů, a lze je proto nalézt i v ostatních náboženstvích a kulturách.

### Islám
Korán popisuje v 17. súře nazvané Noční cesta předání deseti přikázání Mojžíšovi:
| „                  | A darovali jsme Mojžíšovi Písmo a učinili jsme je pro dítka Izraele vedením řkouce: „Nevezmete sobě vedle Mne nikoho jiného za ochránce, ó potomci těch, jež nesli jsme v arše s Noem, jenž služebníkem byl Naším vděčným!“ | “ |
| — Súra 17, ája 2–3 | |   |

Desatero však v Koránu samotném nehraje žádnou roli. Jeho obsah lze však přitom v textu Koránu nalézt; samotná 17. súra obsahuje několik z příkazů obsažených v Desateru. Příkaz víry v jednoho Boha se nachází na vícero místech; v Koránu se však nenachází explicitně zákaz zobrazování, který se vyvozuje z často opakovaného zákazu uctívání obrazů. Jména Božího se dle Koránu nesmí zneužívat. Pátek není dnem, kdy se nemá pracovat, nýbrž dnem modlitby (62,9–11), děti mají ctít své rodiče, ti jsou ovšem také zodpovědní za své děti. Podobně jsou zastoupeny i ostatní příkazy.